# Революционная народно-освободительная партия-фронт
Революционная народно-освободительная партия-фронт (сокр. РНОПФ; тур. Devrimci Halk Kurtuluş Partisi-Cephesi, DHKP-C) — леворадикальная  политическая партия, действующая на территории Турции. Образована в 1978 году как Революционные левые (тур. Devrimci Sol), с момента раскола в 1994 году носит нынешнее название.
РНОПФ придерживается радикальной марксистско-ленинской идеологии и является организатором серии крупных терактов внутри страны. Находясь в солидарных отношениях с леворадикальным курдским движением, с 1990 года ведёт подпольную борьбу. Турция, США и Евросоюз рассматривают РНОПФ в качестве террористической организации, а ее деятельность в самой Турции — запрещена.

## Операции
За время наиболее высокой активности Революционного народно-освободительного фронта в период с января 1990 по декабрь 1993 года, бойцами РНОПФ было ликвидировано 73 турецких военных, полицейских, либо чиновников. Нередко, среди целей оказывались очень высокопоставленные люди.
Одной из основных специальных операций бойцов Революционного народно-освободительного фронта стало противодействие участию Турции в войне в Персидском заливе. Так, в течение 1991 года, совместно с бойцами КП Турции, в ходе проведения операций было убито 5 турецких генералов, а также около 35 человек личного состава ниже рангом. Также, в ходе специальных операций были уничтожены 5 граждан США, обслуживающих военные объекты (1 из них бывший полковник) и тяжело ранен 1 высокопоставленный офицер ВВС США. В ходе диверсий был нанесён значительный ущерб имуществу и технике стран, участвовавших в военной операции против Ирака.
Известные операции:
- 26 сентября 1990 года двумя бойцами РНОПФ с помощью 7.65-мм пистолетов с глушителями был ликвидирован офицер турецкой национальной разведывательной организации Хирам Абас[4]. Хирам Абас был участником «эскадронов смерти», расстреливавшей демонстрации[5].
- 12 декабря 1990 года на ставшую известной «пыточную» виллу Зивербей, где турецкая Национальная разведывательная организация и полиция пытали и допрашивали людей, проник один из лучших стрелков РНОПФ. Им был застрелен главный суперинтендант (надзиратель) Айдын Барыш[2].
- 9 января 1991 года в районе Шишли в Стамбуле был убит отставной подполковник Аты Бурджу. Ликвидацию провели бойцы РНОПФ прямо в здании премьер-министра[6][7].
- 21 января 1991 года в Стамбуле был взорван склад военного имущества США. В результате взрыва был причинён значительный ущерб[8].
- 29 января 1991 года в Измире был взорван инженерный склад армии США. Множество единиц техники, стоящей на складе получило значительный ущерб[9].
- 30 января 1991 года в Анкаре был застрелен генерал-лейтенант турецкой армии в отставке Хулуси Сайин[6][10].
- 28 февраля 1991 года бойцами РНОПФ в Измире был подстрелен подполковник ВВС США Альвин Макке. Макке получил тяжёлое огнестрельное ранение лица[11].
- В феврале 1991 года бойцы РНОПФ проникли на авиабазу ВВС США Инджирлик и убили трёх американцев[6].
- 22 марта 1991 года киллером РНОПФ в Стамбуле был ликвидирован бывший полковник армии США Джон Ганди, выполнявший роль «гражданского контрактника»[2][12].
- 5 апреля 1991 года в районе Бешикташа в Стамбуле, бойцом РНОПФ был ликвидирован политический полицейский Хаджибей Кай[2].
- 7 апреля 1991 года в своём доме был застрелен генерал-майор турецкой армии в отставке Мемдух Унлутюрк. Ликвидацию провели бойцы РНОПФ с помощью пистолета Беретта с глушителем. Генерала обвинили в пытках людей на «пыточной» вилле Зивербей[2].
- 23 мая 1991 года в Анкаре был убит генерал-лейтенант жандармерии Турции Исмаил Селен. Операцию по ликвидации провёл боец РНОПФ Нехчи Сума[13].
- 23 мая 1991 года, в один день с убийством генерала Селена, в Адане бойцами РНОПФ был ликвидирован генерал-майор региональной жандармерии Темель Чингез[14][15].
- 13 октября 1991 года бойцами РНОПФ был убит генерал армии в отставке Аднан Ерсоз. В прошлом он командовал 1-й армией Турции и Национальной Разведывательной Организацией[16][17].

29 ноября 1991 года ушёл в отставку министр МВД Турции Абдулкадир Аксу. Турецкие СМИ открыто писали вопросы о его компетентности на этой должности при столь массовых убийствах высокопоставленных военных и чиновников.
- 4 декабря 1991 года в Стамбуле два бойца РНОПФ убили заместителя начальника полиции Стамбула Шакира Коча и его телохранителя—водителя Ведата Дилмача. Ликвидацию провели с помощью 9-мм пистолетов[18][19].
- 16 апреля 1992 года в Стамбуле бойцы РНОПФ обстреляли из гранатомёта консульство США, был причинён материальный ущерб[20].
- 29 июля 1992 года бойцами РНОПФ был убит турецкий адмирал в отставке, бывший командующий ВМС Турции Кемаль Каякан[21].
- 1 сентября 1992 года бойцами РНОПФ возле Диярбакыра было сожжено нефтехранилище датской компании Royal DutchShell[22].
- 10 сентября 2001 года было совершено нападение одного бойца РНОПФ на отдел полиции в Бейоглу. Для атаки было использовано СВУ, результате было убито 2 полицейских и ещё 17 было ранено, нападавший также погиб. Тело одного полицейского улетело на 150 метров, тело второго погибшего улетело ещё дальше и приземлилось на крыше дома[23].

## Члены
- Фехрийе Эрдал